# Ger (Pirineos Atlánticos)
Ger es una comuna francesa de la región de Aquitania en el departamento de Pirineos Atlánticos. 
Esta localidad comprende las pedanías de Bourdalé, Brune, Lahon, Lapierre, Lescloupé, Lussan, Marchand, Porte y Quartier Roye ou Pirhourquet.
El topónimo Ger fue mencionado por primera vez en el siglo XIII con el nombre de Geerr y posteriormente en 1385 como Yerr.

## Demografía
| 886                       | 1684 | 1418 | 1581 | 1840 | 1770 | 1910 | 1883 | 1844 | 1747 | 1764 | 1645 | 1620 | 1558 | 2193 | 1468 | 1473 | 1412 | 1287 | 1261 | 1134 | 1057 | 1021 | 978 | 939 | 976 | 991 | 1016 | 1135 | 1366 | 1482 | 1648 | 2013 | 1999 |
| (Fuente: INSEE y Cassini) |      |      |      |      |      |      |      |      |      |      |      |      |      |      |      |      |      |      |      |      |      |      |     |     |     |     |      |      |      |      |      |      |      |